# Штипшиц-Тернава, Карл
Карл Штипшиц-Тернава (нем. Karl Stipsitz-Tarnawa, венг. Károly Stipsicz-Ternova, укр. Карл Штіпшіц-Тернава; 1883—1954) — австро-венгерский и украинский военный, полковник, начальник Генерального штаба Украинской Галицкой Армии.

## Биография
Представитель старинного баронского венгерского рода, хорват по национальности. Во время Первой мировой войны служил в австрийском генштабе в звании майора. С 8 июня 1919 и до Збручского перехода — начальник Генерального штаба УГА.
Сослуживцами характеризовался как бездарный, безынициативный и безразличный к своим подчинённым человек. Фактическим руководителем Генерального штаба в то время был Вильгельм Лобковиц. Поводом для изгнания Штипшица-Тернавы стала его попытка оформления заграничного паспорта и фактического бегства из страны.
После увольнения он продолжил службу в венгерской армии.